# Fresno (groupe)
Fresno est un groupe de musique brésilien formé en 1999 à Porto Alegre.